# معركة وينتشستر الثالثة
كانت معركة وينتشستر الثالثة، التي عرفت أيضًا بمعركة أوبيكون أو معركة أوبيكون كريك، معركة خيضت خلال الحرب الأهلية الأمريكية على مقربة من وينتشستر، فرجينيا، في 19 من شهر سبتمبر من عام 1864. هزم جيش الاتحاد بقيادة اللواء فيليب شيريدان جيش الولايات الكونفدرالية بقيادة الملازم جوبال إيرلي في واحدة من أكبر المعارك وأكثرها دموية وأهمية في وادي شيناندواه. كان من بين الخسائر في الأرواح التي تكبدها جيش الاتحاد والتي قدرت ب 5000 مقتل جنرال وإصابة ثلاثة بجروح. كان معدل الخسائر التي تكبدها جيش الولايات الكونفدرالية أعلى: قتل 4000 مقاتل من أصل 15,500. وقُتل جنرالان من جيش الولايات الكونفدرالية وأصيب 4 بجروح. كان من بين المشاركين في المعركة رئيسان مستقبليين للولايات المتحدة الأمريكية وحاكمين مستقبليين لفرجينيا ونائب رئيس أسبق للولايات المتحدة وعقيد سيصبح حفيده، جورج إس باتون، لاحقًا جنرالًا مشهورًا في الحرب العالمية الثانية.
بعد معرفته بمغادرة قوة كبيرة من جيش الولايات الكونفدرالية كلف إيرلي بقيادتها للمنطقة، شن شيريدان هجومًا على مواقع جيش الولايات الكونفدرالية على طول أوبيكون كريك على مقربة من وينتشستر، فرجينيا. استخدم شيريدان فرقة خيالة وفيلقي مشاة لشن الهجوم من الشرق وفرقتي خيالة للهجوم من الشمال. وبقي فيلق مشاة ثالث، بقيادة العميد جورج كروك، في حالة تأهب. بعد قتال صعب استفاد فيه إيرلي من تضاريس الإقليم على الجهة الشرقية لوينتشستر، شن كروك هجومًا على الخاصرة اليسرى لإيرلي مع مشاته. أرغم هذا، إضافة إلى نجاح خيالة جيش الاتحاد شمال البلدة، جيش الولايات الكونفدرالية على الانسحاب نحو وينتشستر. تسبب هجوم نهائي شنه مشاة وخيالة جيش الاتحاد من الشمال والشرق بانسحاب جيش الولايات الكونفدرالية نحو الجنوب مرورًا بشوارع وينتشستر.
مع تكبده لخسائر كبيرة ومع تفوق جيش العدو عدديًا إلى درجة كبيرة، انسحب إيرلي جنوبًا على وادي بايك إلى موقع أكثر قابلية للدفاع عنه على تلة فيشر. اعتبر شيريدان تلة فيشر استمرارًا لمعركة 19 سبتمبر، وتبع إيرلي أعلى الجبل حيث هزمه مرة أخرى. كانت كلتا المعركتين جزءًا من حملة شيريدان في وادي شيناندواه التي شنها في عام 1864 منذ شهر أغسطس حتى شهر أكتوبر. بعد النجاحات التي حققها شيريدان في وينتشستر وعلى تلة فيشر، تكبد جيش الوادي التابع لإيرلي هزائم أخرى وأُبعد من الحرب في معركة واينسبورو، فرجينيا، في 2 مارس من عام 1865.

## الخلفية والخطة
في شهر أغسطس من عام 1864، كانت الحرب الأهلية الأمريكية تمر بعامها الرابع، وكانت المآثر التي حققها الملازم في جيش الولايات الكونفدرالية جوبال إيرلي قد سببت هلعًا كبيرًا بين قادة الحكومة الفيدرالية للولايات المتحدة الأمريكية. واجه اللواء فيليب شيريدان، قائد الفرقة العسكرية الوسطى الجديدة، ضغوطًا دائمة لشن هجوم ضد إيرلي، إلا أن الملازم يوليسيس إس جرانت حذر قادة جيش الاتحاد في 12 من شهر أغسطس من أن فرقتي مشاة ضد انضمتا إلى إيرلي، وأنه ينبغي على شيريدان «توخي الحذر واتخاذ موقع دفاعي» إلى أن تتسبب أعمال جرانت بالقرب من ريتشموند بعودة تلك الوحدات إلى منطقة ريتشموند. جعلت الانتخابات الرئاسية الوشيكة لعام 1864 من الضروري تجنب أي كارثة عسكرية قد تعيق إعادة انتخاب الرئيس أبرهام لينكولن. أبقى شيريدان قواته بين جيش إيرلي وواشنطن وخاض العديد من المعارك الصغيرة، بما في ذلك معركة بيريفيل التي انتهت في 4 من شهر سبتمبر. بعد تلك المعركة، انسحب إيرلي خلال الليل إلى الجهة الغربية من أوبيكون كريك بين بيريفيل ووينتشستر، فيرجينيا. احتفظت قوات شيريدان بمواقعها خلال الأسابيع القليلة التالية، مع أعمال سبر يومية تولاها الخيالة اشتملت على أسر كتيبة المشاة الثامنة في كارولاينا الجنوبية من قبل فرقة المشاة التي كانت تحت قيادة العميد جون بي مكينتوش. تسبب تردد شيريدان باعتقاد إيرلي بأن شيريدان قائد جبان.

### خطة شيريدان
خلال شهر سبتمبر من عام 1864، سعى شيريدان وراء الحصول على معلومات حول قوة قوات إيرلي. اكتشف كشافته توماس لوز، الذي كان عبدًا يملك رخصة لدخول وينتشستر لبيع محصوله والذي وافق على حمل الرسائل. وافق أستاذ مدرسة يدعى ريبيكا رايت، كان يعيش في وينتشستر، على تزويدهم بالمعلومات حول قوات إيرلي. ومن رسالة مكتوبة في 16 سبتمبر علم شيريدان من رايت عبر لوز أن فرقة مشاة وكتيبة مدفعية، يقودها اللواء جوزيف بي كيرشاو، كانتا قد غادرتا المنطقة للانضمام مجددًا إلى جيش فيرجينا الشمالية بقيادة الجنرال روبيرت إي لي على مقربة من ريتشموند أو بيترسبيرغ. مع حصوله على تلك المعلومات، خطط شيريدان لإرسال مشاته إلى نيوتاون في اليوم التالي، الأمر الذي سيمنع انسحاب إيرلي نحو الجنوب. أُجلت خطته حين أمر غرانت شيريدان أن يواجهه في تشارلزتاون، وعند عودته غير خطته لتستوعب إرسال إيرلي فرقتين إلى مارتينسبورغ، فرجينيا الغربية.
في مارتينسبورغ، بات إيرلي مدركًا لزيارة غرانت صباح 18 من شهر سبتمبر وأرسل فرقة إلى تلة بونكر (نحو الشمال قليلًا من منتصف الطريق بين وينتشستر ومارتنسبيرغ) وفرقة أخرى (مع إيرلي) نحو الجنوب إلى ستيفانسون، فرجينيا، شمالي وينتشستر. كانت خطة شيريدان النهائية تقضي بأن تشن فرق خيالة بقيادة العميد ويسلي ميريت والعميد ويليام دبليو أفيريل هجومًا من الشمال. من الشرق، كانت الخطة تقتضي أن تقود فرقة خيالة بقيادة العميد جيمس إتش «هاري» ويلسون كتيبتي مشاة من بيريفيل شرقًا لمهاجمة قوة إيرلي المتفوقة عدديًا بشكل كبير بين أوبيكون كريك ووينتشستر. وستبقى فرقتا كروك في حالة تأهب حتى وقت لاحق حين تحتلان وادي بايك على الجهة الجنوبية من وينتشستر.

## القوات المتواجهة

### جيش الاتحاد بقيادة فيليب شيريدان
كان جيش شيناندواه، الذي أعيد تنظيمه في 1 أغسطس 1864 والذي ترأسه العميد فيليب شيريدان، قوة جيش الاتحاد في معركة وينتشستر الثالثة. عند إنشائه، كانت لدى الجيش ثلاثة أهداف. أولًا، إرغام جيش إيرلي على الانسحاب من إقليم نهر بوتوماك وأسفل وادي شيناندواه (شمالًا) ومطاردته جنوبًا. الهدف الثاني كان تحطيم قدرة الوادي على توفير الغذاء والبضائع الأخرى لجيش فرجينيا الشمالية التابع للي. وكان الهدف الثالث قطع سكة الحديد المركزية في فرجينيا.
في أواسط أيلول، كان جيش شيناندواه يمتلك عشر فرق إضافة إلى وحدة مدفعية، مما جعل تعداده يبلغ نحو 40 ألف جندي.
- كان الفيلق السادس يضم ثلاث فرق وكتيبة مدفعية وكان يترأسه العميد هوراتيو رايت. وكان مقاتلو الفيلق يعتبرون محاربين قدماء يمكن الاعتماد عليهم. كانت مدفعية رايت تتألف من 6 بطاريات مدفعية كانون أوبوسيير بأربع قاذفات وبنادق 3 بوصات شكلت نصف المدفعية المخصصة لمشاة شيريدان.[11]
- كان العميد ويليام إتش إيموري يترأس الفيلق التاسع عشر، الذي كان يتألف من فرقتين. كانت كل من الفرقتين تمتلك مدفعيتها الخاصة إضافة إلى عدد أكبر من المدفعية كان يحتفظ بها. كان الفيلق التاسع عشر يعتبر خلف الفيلق السادس من ناحية الانضباط والفعالية.[12]
- كان العميد ألفريد توربرت يقود فيلق الخيالة الذي كان يتألف من ثلاث فرق وقسم مدفعية خيالة. وكان 15 فوجًا من الخيالة مسلحًا بالكامل ببندقية قصيرة من طراز سبينسر مزودة ب 7 خراطيش في مخزنها. وكانت 3 أفواج أخرى مسلحة بشكل جزئي بالسلاح ذاته، وهو ما كان يمنح أفضلية ضد السلاح الناري طلقة طلقة.[13][14]
- كان جيش فرجينيا الشمالية يقوم بدور فيلق مشاة ضمن جيش شيريدان ويشار إليه بصورة خاطئة في بعض الأحيان بالفيلق الثامن. كان العميد جورج كروك يترأس هذا الفيلق وكان يضم فرقتين إضافة إلى لواء مدفعية. كان كروك محاربًا محترفًا ورفيق حجرة شيريدان في الأكاديمية العسكرية الأمريكية وكان يتمتع بفهم جيد للتكتيكات العسكرية. وأصبح أحد قادة لواء كروك، العقيد روثرفورد بي هاييس، في وقت لاحق رئيسًا للولايات المتحدة الأمريكية. وأصبح أحد أعضاء طاقم كروك، الكابتن ويليام مكينلي، أيضًا رئيسًا للولايات المتحدة بعد هاييس بعقدين.[15][16]

### جيش الولايات الكونفدرالية بقيادة جوبال إيرلي
كان جيش الوادي، الذي تأسس في شهر يونيو من عام 1864 بقيادة الجنرال الملازم جوبال إيرلي، قوة جيش الولايات الكونفدرالية. كان هذا الجيش فصيل الفيلق الثاني التابع لجيش فرجينيا الشمالية، وكان يتألف من 6 فرق إضافة إلى مدفعية. كان هدف الجيش حماية وادي شيناندواه الذي كان مصدرًا رئيسيًا للغذاء لجيوش الولايات الكونفدرالية الشرقية. وكان الهدف الآخر للجيش تهديد واشنطن عاصمة الاتحاد، والتسبب بتكريس مواردها لحماية العاصمة والولايات الشمالية، مما سيخفف بعضًا من الضغط عن جيش فرجينيا الشمالية بالقرب من ريتشموند عاصمة الولايات الكونفدرالية.